# Тиссо, Максим (горнолыжник)
Максим Тиссо (фр. Maxime Tissot, род. 2 октября 1986 года, Салланш) — французский горнолыжник, участник Олимпийских игр в Ванкувере. Специализируется в слаломе.
В Кубке мира Тиссо дебютировал в 2007 году, в декабре 2009 года впервые попал в тридцатку лучших на этапе Кубка мира, в слаломе. Всего на сегодняшний день имеет 9 попаданий в тридцатку лучших на этапах Кубка мира, 8 в слаломе спуске и 1 в комбинации. Лучшим достижением в общем зачёте Кубка мира, является для Тиссо 104-е место в сезоне 2009-10.
На Олимпиаде-2010 в Ванкувере занял 16-е место в слаломе.
За свою карьеру участвовал в одном чемпионате мира, на чемпионате мира - 2011 стартовал в слаломе, но не добрался до финиша.
Использует лыжи и ботинки производства фирмы Rossignol.